# 21369 Gertfinger
21369 Gertfinger è un asteroide della fascia principale. Scoperto nel 1997, presenta un'orbita caratterizzata da un semiasse maggiore pari a 3,0412194 UA e da un'eccentricità di 0,1069160, inclinata di 12,71009° rispetto all'eclittica.